# Naga Rejo
Naga Rejo is een bestuurslaag in het regentschap Deli Serdang van de provincie Noord-Sumatra, Indonesië. Naga Rejo telt 5074 inwoners (volkstelling 2010).